# Передряга с сонтаранцами
Передряга с сонтаранцами (англ. A Fix with Sontarans) — специальный 9-минутный выпуск британского научно-фантастического телесериала «Доктор Кто», показанный 23 февраля 1985 года в рамках телешоу «Jim'll Fix It».

## Сюжет
Шестой Доктор чинит управление ТАРДИС и случайно телепортирует свою бывшую спутницу Тиган на борт. Она не очень этим довольна, и нехотя соглашается помочь повелителю времени, который говорит, что на борту двое сонтаранцев с витроксовой бомбой, способной взорвать машину времени.
Затем Доктор случайно телепортирует на борт землянина Гарета Дженкинса, одетого в костюм Шестого, который соглашается помочь, и Доктор устанавливает ловушку для захватчиков. Двое сонтаранцев, сломав дверь, к неудовольствию Доктора, врываются в консольную комнату, и их лидер представляется маршалом Нэйтаном, а Доктор представляет своих соратников. Услышав имя Гарета, Нэйтан говорит, что в 2001 году вторжение сонтаранцев на Землю остановит храбрый повстанец Гарет Дженкинс, и если они убьют его сейчас, то в будущем их ждет успех. Однако Гарет активирует ловушку и убивает злодеев. Появляется Джимми Сэвил и дарит Гарету медаль "Jim'll Fix It", а также "мезонное ружье" сонтаранцев.

## Трансляции и отзывы
Эпизод транслировался одновременно с выходом серии «Два Доктора» и изначально был выпущен в качестве бонуса на DVD к этой серии, но на поздних её изданиях спецвыпуск был убран в связи со скандалом, связанным с сексуальными домогательствами ведущего программы Jim'll Fix it Джимми Сэвила.

## Интересные факты
- В романе «Необычное дело» из серии Past Doctor Adventures упоминается, что события этого спецвыпуска Доктору приснились.
- Никола Брайант, исполнявшая роль Пери Браун, спутницы Доктора на тот момент, не смогла принять участие в съемках, поэтому на её место была приглашена Джанет Филдинг, исполнявшая роль Тиган, спутницы Четвёртого и Пятого Докторов.
- В связи с раскрывшимися скандалом в отношении Джимми Сэвила, Колин Бейкер рассказал, что чувствовал себя очень некомфортно на съемочной площадке с ним, и сказал, что "Джимми Сэвил гораздо более пугающий, чем сонтаранцы".